# Cruz del Campo
La Cruz del Campo (littéralement Croix du Champ), appelée aussi Templete de la Cruz del Campo ou, populairement, "El Templete", est un monument médiéval déclaré Bien d'Intérêt Culturel dans la catégorie de Monument, situé dans la ville andalouse de Séville, en Espagne.

## Histoire

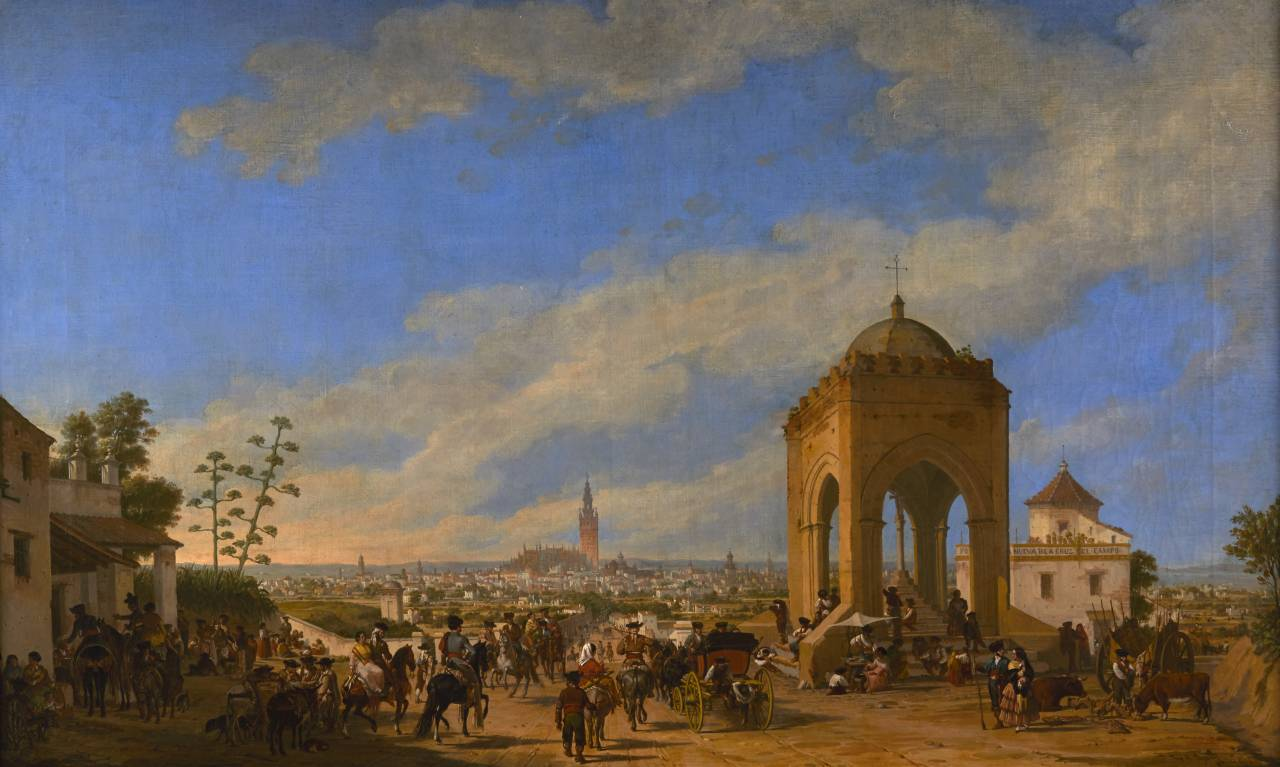
La Cruz del Campo, peinture de Joaquín Domínguez Bécquer (1854).

Sa date de construction est douteuse, étant datée pour les uns en l'an 1380, et pour d'autres 
l'année 1482. Dans les deux cas on sait qu'il s'agissait d'une croix - en bois ou en pierre - située dans le sanctuaire chrétien qui l'abritait. Le petit temple ou Templete aurait été édifié pour abriter et à protéger cette croix relique. La date de restauration définitive a été l'année 1521.
L'actuelle croix de marbre est attribuée à Juan Bautista Vázquez le Vieux, coupée avec les images du Christ et Marie en 1571. 
Ce fut en 1536 que le Marquis de Tarifa a fait établir la fin de la Via Crucis qui partait depuis son palais, la Casa de Pilatos jusqu'à la Cruz del Campo, pour faire coïncider la distance entre les deux points avec celle, selon lui, qu'il y avait entre le prétoire et le Golgotha. Ce fait a été le premier pas pour constituer ce qui postérieurement fût connu comme la Semaine Sainte de Séville, puisque diverses fraternités de Séville faisaient halte de pénitence au petit édifice de la Cruz del Campo.
En 2009 a été inaugurée la restauration du templete.

## Influence
Le nom du monument, ainsi que sa silhouette même, ont servi de marque aux bières La Cruz del Campo, produites par l'usine installée en 1904 à proximité, une des pionnières de l'Espagne en production de bière. Plus tard le nom de la marque a changé en Cruzcampo, bien que la figure du templete continue à apparaître sur ses bières.